# Yuhua, Changsha
Yuhua är ett stadsdistrikt i Changsha i Hunan-provinsen i södra Kina.